# Renaison
Renaison is een gemeente in het Franse departement Loire (regio Auvergne-Rhône-Alpes). De plaats maakt deel uit van het arrondissement Roanne. Renaison telde op 1 januari 2022 3.220 inwoners.

## Geschiedenis
Tijdens het ancien régime deelden de graven van Forez en de priors van Ambierle de heerschappij over Renaison. In 1127 werd er vanuit de priorij van Ambierle opdracht gegeven tot de bouw van een eerste kerk. Deze werd in 1896 vervangen door een nieuwe kerk. In Renaison stond een kasteel en de plaats werd ommuurd aan het begin van de 14e eeuw.
Tijdens de 19e eeuw was de gemeente redelijk welvarend door de nijverheid maar vooral door de wijnbouw. De druifluis die aan het einde van de 19e eeuw huishield betekende dan ook een economische ramp voor Renaison. In de 20e eeuw leefde de wijnbouw weer op en er kwam ook een koekjesfabriek in de gemeente.

## Geografie
De oppervlakte van Renaison bedroeg op 1 januari 2022 23,04 vierkante kilometer; de bevolkingsdichtheid was toen 139,8 inwoners per km². De Renaison stroomt door de gemeente. Er zijn twee stuwmeren: de Barrage du Chartrain werd gebouwd tussen 1888 en 1891 en de Barrage du Rouchain tussen 1970 en 1975.

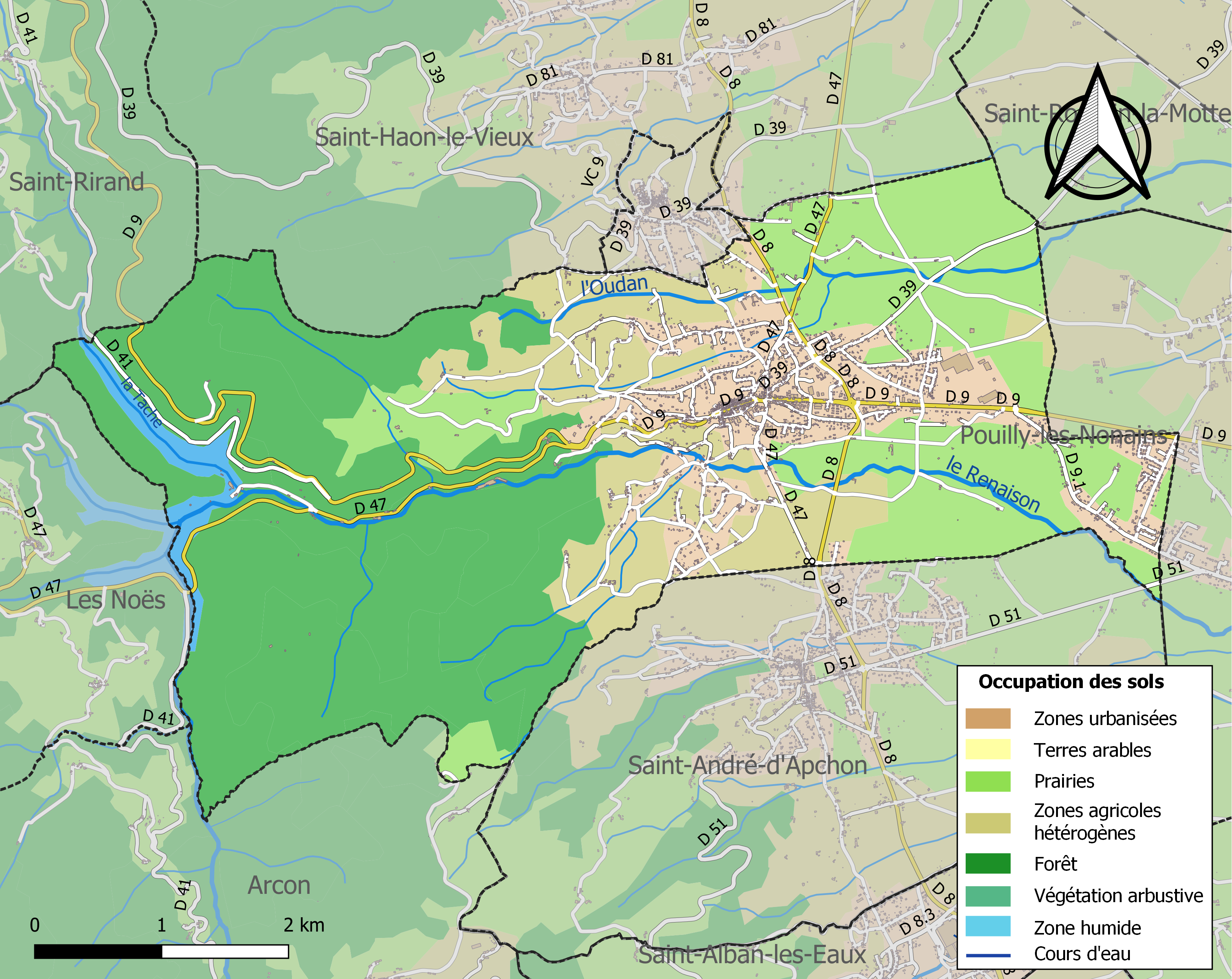
Kaart van de gemeente met de belangrijkste infrastructuur, bodemgebruik en omliggende gemeenten

## Demografie
Onderstaande figuur toont het verloop van het inwonertal (bron: INSEE-tellingen).